# Рожден ден (анимационен филм)
„Рожден ден“ (на руски: День рождения) е съветски анимационен филм на режисьорките Валентина и Зинаида Брумберг от1959 година. Филма е създаден от киностудиото Союзмултфилм по мотиви на дагестанска народна приказка, адаптирана от Нуратдин Юсупов.

## Сюжет
В един планински аул живеели двама братя. Големият бил пастир, а малкият нехаел за нищо. Високо сред назъбените канари на планината живеел злият магьосник Аждаха, който всявал страх в обитателите на планината. Веднъж Аждаха подгонва големия брат, който успява да се скрие заедно със стадото си в една пещера. Аждаха засипва входа и с камъни. Шляейки се безцелно из планината, малкият случайно открива попадналия си в капан брат. Опитвайки се да намери начин да помогне на брат си, той спасява малко козле. В знак на признателност възрастният козел му разкрива една тайна. За да спаси брат си, той трябва да открадне пръстена на Аждаха и да разбие двата камъка от него върху скалите, запречили входа на пещерата. С помощта на своите приятели, козела и славея, момчето успява да надхитри магьосника и да вземе така нужните му камъни от пръстена. Отива пред входа на пещерата, разбива камъните и освобождава брат си и стадото от плен. Малкото момче се превръща в истински джигит.
Тази история разказва на Мурат дядо му. В съседния аул, на ходещите по въже хора, човек се счита за роден тогава, когато за първи път успее да премине по въжето. В аула на гроздоберачите не считат човека за роден, докато той не събере първата си реколта. В техния аул рожденият ден настъпва тогава, когато момчето може да се нарече джигит.

## В ролите
Персонажите във филма са озвучени с гласовете на:
- Валентина Сперантова като малкия брат и Мурат
- Алексей Грибов като големия брат и дядото
- Лев Свердлин като Аждаха
- Алексей Консовский като козела
- Галина Новожилова като славея

## Номинации
Филмът е представен на 2-рия Международен фестивал за късометражно кино и анимация в Монтевидео, Уругвай през 1960 година. Заслужава специално упоменание.